# Campeonato Uruguayo de Segunda División 2012-13
El Campeonato Uruguayo de Segunda División 2012-13 es el torneo de segunda categoría del fútbol uruguayo correspondiente a dicha temporada que otorgará tres ascensos a la Primera División.

## Reglamento[3]
I)  Sistema de disputa:
- El Campeonato Uruguayo constará de una única fase, en la cual se enfrentarán todos contra todos a dos rondas.
- Habrá tres ascensos a la Primera División Profesional.

II)  Sistema de ascensos:
- Primer y segundo ascenso a la Primera División Profesional:

Los dos primeros equipos colocados en la tabla de posiciones de la temporada, conseguirán el ascenso a la Primera División Profesional, siendo el primer ubicado, el campeón.
- El tercer ascenso:

Se definirá mediante la disputa de una definición entre los siguientes 8 clubes mejor ubicados, a eliminación directa, en llaves con partidos de ida y vuelta.
III)  Descenso:
- En el caso de participar 14 equipos, el último ubicado en la tabla desciende a Segunda División Amateur.

## Equipos participantes
Como hecho destacable, se registra este año la primera participación del Club Atlético Torque en esta divisional, siendo su primera temporada como club profesional. Con sólo 4 años de vida, es el club más joven de los participantes, y el único fundado en el siglo XXI.
| Club                | Ciudad       | Fecha de fundación      | Estadio                                     |
| ------------------- | ------------ | ----------------------- | ------------------------------------------- |
| Atenas              | San Carlos   | 1 de mayo de 1928       | Estadio Atenas                              |
| Boston River        | Montevideo * | 20 de febrero de 1939   | Martínez Laguarda (San José)                |
| Cerrito             | Montevideo   | 28 de octubre de 1929   | Estadio Parque Maracaná                     |
| Deportivo Maldonado | Maldonado    | 25 de agosto de 1928    | Estadio Domingo Burgueño Miguel             |
| Huracán             | Montevideo * | 1 de agosto de 1954     | Estadio J.A. Lavalleja (Trinidad)           |
| Miramar Misiones    | Montevideo   | 26 de marzo de 1906     | Luis Alberto Méndez Piana                   |
| Plaza Colonia       | Colonia      | 22 de abril de 1917     | Campus Municipal "Profesor Alberto Suppici" |
| Rampla Juniors      | Montevideo   | 7 de enero de 1914      | Estadio Olímpico                            |
| Rentistas           | Montevideo   | 26 de marzo de 1933     | Estadio Complejo Rentistas                  |
| Rocha               | Rocha        | 6 de abril de 1919      | Estadio Municipal Doctor Mario Sobrero      |
| Sud América         | Montevideo   | 15 de febrero de 1914   | Parque Roberto                              |
| Tacuarembó          | Tacuarembó   | 13 de noviembre de 1998 | Estadio Raúl Goyenola                       |
| Torque              | Montevideo   | 26 de diciembre de 2007 | --                                          |
| Villa Teresa        | Montevideo   | 1 de junio de 1941      | --                                          |

- Con asterisco, se indican aquellos equipos de Montevideo que están oficiando de local en otra ciudad.

### Relevos temporada anterior
| Club           | Descendido como                |
| -------------- | ------------------------------ |
| Rampla Juniors | 14° Tabla del descenso 2011-12 |
| Cerrito        | 15° Tabla del descenso 2011-12 |
| Rentistas      | 16° Tabla del descenso 2011-12 |

| Club   | Ascendido como |
| ------ | -------------- |
| Torque | Campeón        |

| Club            | Ascendido como                            |
| --------------- | ----------------------------------------- |
| Central Español | Campeón Segunda División 2011-12          |
| Juventud        | Subcampeón Segunda División 2011-12       |
| Progreso        | Ganador playoffs Segunda División 2011-12 |

## Posiciones (fase regular)
| Puesto | Equipo              | Pts | PJ | PG | PE | PP | GF | GC | Dif |
| ------ | ------------------- | --- | -- | -- | -- | -- | -- | -- | --- |
| 1°     | Sud América (C)     | 48  | 26 | 14 | 6  | 6  | 39 | 18 | +21 |
| 2°     | Miramar Misiones    | 46  | 26 | 14 | 4  | 8  | 39 | 28 | +11 |
| 3°     | Rentistas (A)       | 46  | 26 | 14 | 4  | 8  | 34 | 24 | +10 |
| 4°     | Tacuarembó          | 45  | 26 | 12 | 9  | 5  | 38 | 24 | +14 |
| 5°     | Torque              | 44  | 26 | 13 | 5  | 8  | 43 | 33 | +10 |
| 6°     | Cerrito             | 37  | 26 | 10 | 7  | 9  | 26 | 30 | -4  |
| 7°     | Boston River        | 36  | 26 | 8  | 12 | 6  | 37 | 31 | +6  |
| 8°     | Atenas              | 34  | 26 | 9  | 7  | 10 | 28 | 32 | -4  |
| 9°     | Rampla Juniors      | 29  | 26 | 6  | 11 | 9  | 25 | 27 | -2  |
| 10°    | Plaza Colonia       | 28  | 26 | 7  | 7  | 12 | 23 | 34 | -11 |
| 11°    | Deportivo Maldonado | 26  | 26 | 6  | 8  | 12 | 25 | 33 | -8  |
| 12°    | Rocha               | 25  | 26 | 6  | 7  | 13 | 32 | 51 | -19 |
| 13°    | Villa Teresa        | 22  | 26 | 3  | 13 | 10 | 29 | 41 | -12 |
| 14°    | Huracán (D)         | 22  | 26 | 4  | 10 | 12 | 28 | 42 | -14 |

|  | Campeón: Asciende a Primera División.                  |
|  | Definen el segundo ascenso a Primera División.         |
|  | Clasifica a los play-offs por el tercer ascenso.       |
|  | Fuera de los play-offs.                                |
|  | Desempatan por el descenso a Segunda División Amateur. |

| Uruguay                                                  |
| Campeón Segunda División 2012-13 Sud América 7.mo título |

### Definición por el segundo ascenso
| Martes 25 de junio de 2013 | Rentistas | 0:0 (0:0) | Miramar Misiones | Complejo Rentistas, Montevideo |                             |
|                            |           | Reporte   |                  | Árbitro(s): Daniel Fedorzuk    | Árbitro(s): Daniel Fedorzuk |

| Sábado 29 de junio de 2013 | Miramar Misiones | 0:3 (0:2) | Rentistas                                               | Parque Méndez Piana, Montevideo |                            |
|                            |                  | Reporte   | 34' David Terans · 44' David Terans · 53' Gabriel Costa | Árbitro(s): Martín Vázquez      | Árbitro(s): Martín Vázquez |

Con un global de 3:0, Rentistas logra el ascenso a Primera División para la temporada 2013-14.

### Desempate por el descenso
| Martes 25 de junio de 2013 | Huracán | 0:3 (0:1) | Villa Teresa                                       | Parque Méndez Piana, Montevideo |                            |
|                            |         | Reporte   | Curbelo 34' (pen.) 47' (pen.) · Ramón Valencio 50' | Árbitro(s): Fernando Falce      | Árbitro(s): Fernando Falce |

| Sábado 29 de junio de 2013 | Villa Teresa                 | 2:1 (2:0) | Huracán            | Abraham Paladino, Montevideo |                             |
|                            | Diego Denis 5' · Curbelo 17' | Reporte   | Danny González 52' | Árbitro(s): Roberto Silvera  | Árbitro(s): Roberto Silvera |

Con un global de 5:1, Villa Teresa logra la permanencia en la categoría, mientras Huracán desciende a la Segunda División Amateur.
Finalmente Huracán no descendió, luego de que una Asamblea General de Clubes realizada el 25 de julio de 2013, decidiera la permanencia del club del Paso de la Arena en la Segunda División Profesional.

## Play-offs del tercer ascenso
|  | Cuartos de final        | Cuartos de final       | Cuartos de final       |       |                         | Semifinales                | Semifinales                | Semifinales                |  |  | Final                    | Final                    | Final                    |
|  | 3 y 6 de julio de 2013  | 3 y 6 de julio de 2013 | 3 y 6 de julio de 2013 |       |                         | 9/10 y 14 de julio de 2013 | 9/10 y 14 de julio de 2013 | 9/10 y 14 de julio de 2013 |  |  | 17 y 20 de julio de 2013 | 17 y 20 de julio de 2013 | 17 y 20 de julio de 2013 |
|  |                         |                        |                        |       |                         |                            |                            |                            |  |  |                          |                          |                          |
|  | Plaza Colonia           | 3                      | 0 (0)                  |       |                         |                            |                            |                            |  |  |                          |                          |                          |
|  | Miramar Misiones (t.e.) | 1                      | 2 (1)                  |       |                         |                            |                            |                            |  |  |                          |                          |                          |
|  | Miramar Misiones (t.e.) | 1                      | 2 (1)                  |       | Miramar Misiones (t.e.) | 0                          | 1 (1)                      |                            |  |  |                          |                          |                          |
|  |                         |                        |                        |       | Miramar Misiones (t.e.) | 0                          | 1 (1)                      |                            |  |  |                          |                          |                          |
|  |                         | Boston River           | 0                      | 1 (0) |                         |                            |                            |                            |  |  |                          |                          |                          |
|  | Boston River            | Boston River           | 0                      | 1 (0) | 3                       | 2                          |                            |                            |  |  |                          |                          |                          |
|  | Boston River            |                        |                        |       | 3                       | 2                          |                            |                            |  |  |                          |                          |                          |
|  | Cerrito                 | 2                      | 1                      |       |                         |                            |                            |                            |  |  |                          |                          |                          |
|  |                         |                        |                        |       |                         |                            |                            |                            |  |  | Miramar Misiones (pen.)  | 0                        | 1 (4)                    |
|  |                         |                        | Torque                 | 0     | 1 (2)                   |                            |                            |                            |  |  |                          |                          |                          |
|  | Rampla Juniors          | 3                      | 0 (0)                  |       |                         |                            |                            |                            |  |  |                          |                          |                          |
|  | Tacuarembó (t.e.)       | 1                      | 2 (1)                  |       |                         |                            |                            |                            |  |  |                          |                          |                          |
|  | Tacuarembó (t.e.)       | 1                      | 2 (1)                  |       | Tacuarembó              | 1                          | 1                          |                            |  |  |                          |                          |                          |
|  |                         |                        |                        |       | Tacuarembó              | 1                          | 1                          |                            |  |  |                          |                          |                          |
|  |                         | Torque                 | 3                      | 0     |                         |                            |                            |                            |  |  |                          |                          |                          |
|  | Atenas                  | Torque                 | 3                      | 0     | 2                       | 0                          |                            |                            |  |  |                          |                          |                          |
|  | Atenas                  |                        |                        |       | 2                       | 0                          |                            |                            |  |  |                          |                          |                          |
|  | Torque                  | 1                      | 2                      |       |                         |                            |                            |                            |  |  |                          |                          |                          |

## Resultados finales
| Club             | Ascendido como    |
| ---------------- | ----------------- |
| Sud América      | Campeón           |
| Rentistas        | Subcampeón        |
| Miramar Misiones | Ganador play-offs |

| Club                               | Descendido como |
| ---------------------------------- | --------------- |
| Huracán (amnistiado, no desciende) | Último puesto.  |

## Goleadores[8]
La Tabla de Goleadores solo considera la etapa regular del torneo.
| Jugador                                                | Equipo     | Goles |
| ------------------------------------------------------ | ---------- | ----- |
| Guillermo Maidana                                      | Rentistas  | 16    |
| Gastón Colman                                          | Tacuarembó | 14    |
| Jesús Toscanini                                        | Torque     | 14    |
| Jonathan Álvez                                         | Torque     | 13    |
| Santiago Barboza                                       | Atenas     | 10    |
| Última actualización: 21 de julio de 2013 1:20 (GMT+1) |            |       |

| Predecesor: 2011-12 | Campeonato Uruguayo de Segunda División 2012-13 | Sucesor: 2013-14 |